# Tratados de Teoloyucan

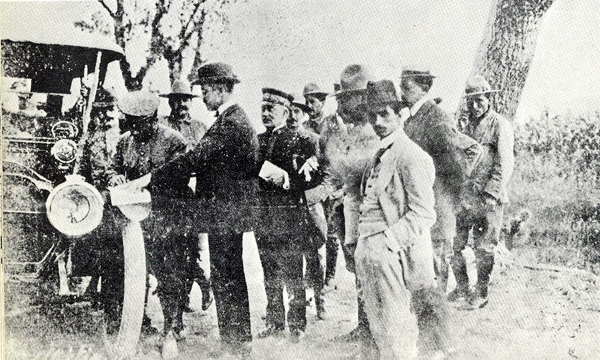
Assinatura dos Tratados de Teoloyucan

Os Tratados de Teoloyucan foram os documentos assinados na localidade do mesmo nome, no Estado do México, em 13 de agosto de 1914, entre os representantes do corpo do exército do nordeste, Álvaro Obregón, Lucio Blanco  que fazia parte dos exércitos revolucionários que se enfrentaram ao governo de Victoriano Huerta, comandado por Lauro Villar e representado por ele mesmo), Gustavo A. Salas, José Refugio Velazco e o Almirante Othon P. Blanco, que dirigia a armada do regime usurpador, estabelecendo as condições em que se verificaria a evacuação da praça da Cidade do México pelo exército federal e a dissolução definitiva do mesmo.
Sucedeu à queda do governo do então presidente do México, Victoriano Huerta, ante o triunfo do exército de Venustiano Carranza, quando em meados de julho, o general Lauro Villar, representante do governo do presidente interino Francisco S. Carvajal, já não pôde oferecer resistência para negociar, capitulando sem condições.
Em 9 de agosto, Alfredo Robles Domínguez do exército constitucionalista entrevistou-se com o general José Refugio Velasco, secretário de Guerra e Marinha do presidente Carvajal, e depois de uma longa conversa na qual alegou razões para a rendição incondicional a invasão estadunidense de Veracruz e Tampico, e a urgência de evitar novos combates lhe convencendo de que o exército federal se retirasse da Cidade do México sem combater.
Em 11 de agosto, o governador huertista da Cidade de México, Eduardo Iturbide, acompanhado dos ministros plenipotenciários do Brasil, Grã-Bretanha e Guatemala, assim como o encarregado dos negócios dos Estados Unidos e o secretário da delegação francesa, transladou-se ao acampamento de Obregón em Teoloyucan,  e num ponto do caminho entre Cuautitlán à Teoloyucan, sobre o para-lama de um automóvel assinou-se o tratado onde lembraram as bases e procedimento para a rendição e dissolução do exército federal. Dois dias depois assinou-se o tratado que estabelecia.(Falta adicionar o motivo: estabelecia o que?)
Uma vez dissolvido, o exército federal emitiu um decreto suprimindo o Colégio Militar que não voltou a abrir suas portas até 1920; o exército constitucionalista evoluiria para converter-se no hoje Exército Mexicano.
No Estado do México, foi adotado pela Legislatura local, que todos os documentos oficiais tenham no encabeçado a Lenda: "2014. Ano dos Tratados de Teoloyucan". O anterior devido ao centenário de ter sido assinados.

## História
Em meados de julho de 1914, o governo do general Victoriano Huerta deu-se conta do iminente da vitória revolucionária pelo que no dia 15 de julho desse ano, apresentou sua renúncia à presidência e saiu ao exílio.
O novo governo tentou negociar com os revolucionários, mas eles se negaram já que procuravam a entrega da capital bem como a dissolução do exército federal.
Em 11 de agosto de 1914, respeitando a resolução à que tinham chegado o general Velasco (representante do exército federal) e o engenheiro Robles Domínguez (enviado de Venustiano Carranza)  em 9 de agosto, a comissão representante do exército federal saiu da capital da República, à frente ia o engenheiro Robles Domínguez, acompanhado do ministro do Brasil, Lionel Carden encarregado dos negócios dos Estados Unidos, o secretário da delegação Francesa, senhor Victor Aygesparse, o jornalista Rómulo Velasco de Ceballos, o arquiteto Ignacio de la Hidalga, Rafael Lara Grajales e Diego Areias Guzmán. Dentro da junta expuseram-se os pontos mas adequados para a rendição e saída do exército federal da capital da República.
No dia seguinte, a comitiva federal incorporou-se, às imediações do quartel do general Álvaro Obregón onde este lhes informou, tanto ao engenheiro Alfredo Robles Domínguez como ao senhor Eduardo N. Iturbe e demais membros presentes na junta, que a partir desse dia o documento da entrega da Cidade de México e a dissolução do exército federal receberiam o nome de “Tratados de Teoloyucan”. Em 13 de agosto de 1914 assinaram-se, sobre o para-lama de um automóvel, os tratados de rendição, cujo objetivo principal foi a dissolução do exército federal e a capitulação da Cidade do México.
Levantaram-se duas atas; a primeira, assinada pelo general Álvaro Obregón e o governador do Distrito Federal, Eduardo Iturbe, na qual se deixou em claro as bases pelas quais as forças constitucionalistas entrariam na capital do país.
Dentro da segunda Ata assinada em representação do exército federal pelo general A. Salas e por parte da armada pelo vice-almirante Othón P. Blanco, o general Álvaro Obregón e o general Lucio Blanco em representação do exército constitucionalista; estabeleceram-se as características nas que se levou a cabo a evacuação da praça de México e a dissolução e desarmamento do exército federal.